# 名古屋鉄道トク3号電車
名古屋鉄道トク3号電車（なごやてつどうトク3ごうでんしゃ）は、現・名古屋鉄道（名鉄）の前身事業者である旧・名古屋鉄道が、貴賓車としての運用を前提に1927年（昭和2年）に1両導入した電車である。導入後間もない1927年（昭和2年）11月に、同社犬山線において日本国内の民営鉄道として初めてお召し列車が運行された際は、トク3が昭和天皇の御乗用車両に用いられた。
書類上の記号番号はトク3であるが、車体の車両番号表記は名古屋電気鉄道当時に新製された貴賓車トク1・トク2と同じく、一般的なアラビア数字の「3」ではなくローマ数字の「III」を用いてS.C. No.III.と表記される。記号のS.C.は「儀装馬車」を意味する "State Carriage" の頭文字を取ったもので、記号番号を「SC III」あるいは「SC3」と表記する資料も存在する。
導入後は前述したお召し列車運用のほか、華族や国賓など貴賓客の輸送や皇族の御乗用車両に用いられた。太平洋戦争勃発後は運用から離脱したのち1941年（昭和16年）に一旦除籍され、新川車庫にて保管された。終戦後、輸送力増強対策で1947年（昭和22年）に一般用車両への格下げ改造が施工されて復籍し、形式および記号番号をモ680形681と改めた。さらに1954年（昭和29年）に渥美線が名鉄から豊橋鉄道へ分割譲渡された際、同路線にて運用されていたモ681も豊橋鉄道へ譲渡された。形式および記号番号はそのままに豊橋鉄道籍へ編入されたモ681は、各種改造を経て1968年（昭和43年）まで運用された。
以下、本項においてはトク3の仕様および導入後の変遷のほか、トク3を用いて運行された日本国内の民営鉄道初のお召し列車の詳細についても記述する（→お召し列車運用）。

## 導入経緯
旧・名古屋鉄道の前身事業者である名古屋電気鉄道は、郊外路線である郡部線（後の名鉄津島線・一宮線などに相当）を開通させた直後の1913年（大正2年）1月に、4輪単車トク1 (SC I) ・トク2 (SC II) の2両の貴賓車を導入した。同2両のうちトク1は1920年（大正9年）6月の那古野車庫火災によって被災焼失し、旧・名古屋鉄道にはトク2のみが継承された。
その後、旧・名古屋鉄道は1926年（大正15年）9月27日付「特別客車新造使用願」にて、2軸ボギー構造の貴賓車1両の増備を申請した。新型貴賓車はトク3 (SC III) の記号番号が付与され、現車は1926年（大正15年）10月に名古屋電車製作所において落成していたとされる。しかし、設計認可にかかる手続きに時間を要し、翌1927年（昭和2年）3月31日付で設計認可され、同年4月15日付竣功届にて正式に竣功した。トク3の設計に際しては、当時の取締役社長の上遠野富之助が欧米へ視察に訪れた際に現地にて目にした貴賓車の仕様が参考にされたものと伝わる。
大正末期から昭和初期にかけては、鉄道車両の構体が木造から鋼製に移行する過渡期に相当し、旧・名古屋鉄道においてもトク3と同時期の1927年（昭和2年）5月に導入されたデセホ700形が半鋼製車体を採用したにもかかわらず、トク3は木造車体で設計・製造されている。また連結器についても、既に旧・名古屋鉄道において並形自動連結器が普及していた時期でありながらトク3は旧態依然とした連環式連結器仕様で落成しており、これらの点について元名鉄社員で鉄道研究家の清水武は「どうして貴賓車が連環式連結器を採用し、木造車体で新造されたのか」 と疑義を呈している。

## 車体

### 外観

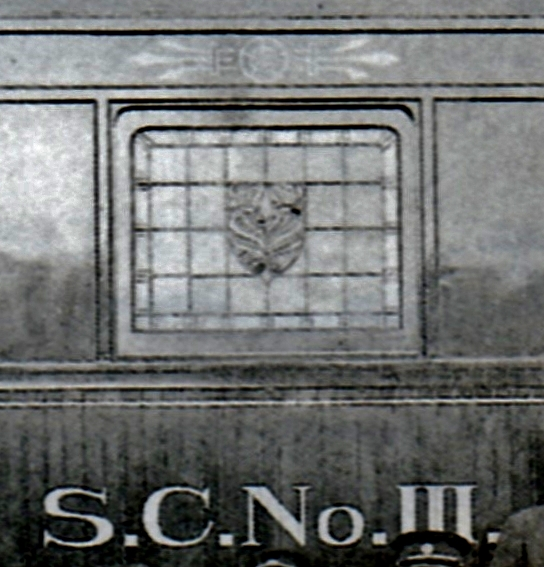
車体中央部の装飾磨りガラスと車番レタリング

全長13,894 mm・全幅2,438 mmの木造車体を備える。前後妻面に運転台を設けた両運転台構造を採用し、妻面窓を3枚配した丸妻の妻面形状は従来車デボ600形などと共通するが、その他の内外装の仕様は一般用車両とは大きく異なり、郷土史家の森徳一郎は自著『浅野史輯録』にてトク3を「其ノ構造頗ル美麗ニシテ」 と評している。また車体の工作精度も非常に高く、妻面の窓のうち一方を下降させると他方の窓が上昇し、その逆も同様といった具合に、出来の良い家具のごとく高い気密性が保たれていたと記録されている。
側面には前後端部に1,067 mm幅の両開客用扉を設け、扉間には1,283 mm幅の広幅窓4枚と889 mm幅の窓1枚を配置する。後述する889 mm幅の窓を挟んで前後2枚ずつ配置された広幅窓は、窓枠を省略した大型窓ガラス仕様とし、車内からの眺望を考慮した仕様としている。また、側面中央部に配置された889 mm幅の窓は便所および洗面所に相当することから、同部分のガラスは格子状の装飾が施された特製の磨りガラス仕様としている。その他、車体前後の乗務員スペースに相当する箇所に381 mm幅の狭幅窓を設け、側面窓配置は1 D 2 1 2 D 1（D：客用扉、各数値は側窓の枚数、太字は広幅窓を示す）である。客用扉は戸閉器（ドアエンジン）を持たない手動扉仕様であるが、走行中の安全対策として二重構造の鎖錠装置を各扉に装備する。
車体塗装はマルーン1色塗装で、腰板部の四周に金色の装飾が施されているほか、前後妻面と側面のそれぞれ腰板中央部には「S.C. No.III.」のレタリングが施されている。また、客用扉の取っ手や手すりなど金属部分は全て磨き出し加工が施されている。
屋根部は二重屋根（ダブルルーフ）構造とし、二重屋根部の両側面には明り取り窓が片側14箇所設けられているほか、ガーランド形ベンチレーター（通風器）を1両あたり6基、二重屋根部の左右に3基ずつ二列配置する。屋根上にはトロリーポールおよび菱形パンタグラフの2種類の集電装置を搭載、パンタグラフ降下時の最大高は4,187 mmである。
なお、トク3の台車間中心間隔は6,553 mmと、13 m余の車体長に比して極めて短く設計されている。この設計は後年の一般車格下げ後、走行時の動揺が激しいという形で欠点が露呈し、改良工事を余儀なくされることとなった。

### 内装
車内は引き扉付の仕切り壁によって各部が区分されており、前後の客用扉付近はデッキ構造を採用する。客室は3区画に区分され、一宮・新鵜沼方を貴賓室、押切町方を供奉員室とし、貴賓室と供奉員室の間、車体中央部に便所および洗面所が設置されている。旧・名古屋鉄道社内においては、貴賓室を「甲室」、供奉員室を「乙室」とそれぞれ呼称した。
甲室には1席ずつ独立したソファーが8席分設置されている。このソファーは可搬構造となっており、用途によって座席配置を変更することが可能な仕様である。一方、乙室はロングシート仕様ながら、座席表皮（モケット）は甲室のソファーと同様に華麗な模様が入ったものとしている。定員は甲室が8名、乙室が12名で、立席乗車は考慮されていない。
その他、各窓にはクリーム色の横引き式カーテンが設置され、床面は全面絨毯張りとし、絨毯は甲室と乙室で模様を違えている。また、車内各部には砲金製の装飾金具の取り付けや装飾彫りによる細工が施され、高級感を演出している。

## 主要機器
旧・名古屋鉄道の保有車両においては、前身事業者の名古屋電気鉄道当時に導入された2軸ボギー車1500形より総括制御を可能とする間接制御方式が取り入れられていたが、トク3は4輪単車500形と同じく直接制御方式を採用、東洋電機製造Q2-DB直接制御器を各運転台に搭載する。
主電動機は英国ブリティッシュ・ウェスティングハウス・エレクトリック (BWH) 製のEC-221直流直巻電動機（端子電圧500 V時定格出力50 PS）を採用、歯車比4.31 (69:16) にて1両あたり4基搭載する。このEC-221主電動機は500形が新製時に採用した機種と同一である。
台車は米国ブリル (J.G.Brill) 製の鍛造鋼組立型釣り合い梁式台車の27-MCB-2を装着する。車輪径は864 mm、固定軸間距離は1,981 mmである。
制動装置はSM-3直通ブレーキを常用制動として採用、その他手ブレーキを併設する。
集電装置は従来車と同様に、トロリーポールを屋根上に前後各1基、東洋電機製造製の菱形パンタグラフを屋根上中央部に1基、併設して搭載する。これは旧・名古屋鉄道の押切町 - 柳橋間は名古屋市電との併用区間となっており、主に同区間の走行時においてトロリーポールを用いるためである。
連結器は、前述の通り連環式連結器（螺旋連結器）仕様である。

## 運用

### お召し列車運用

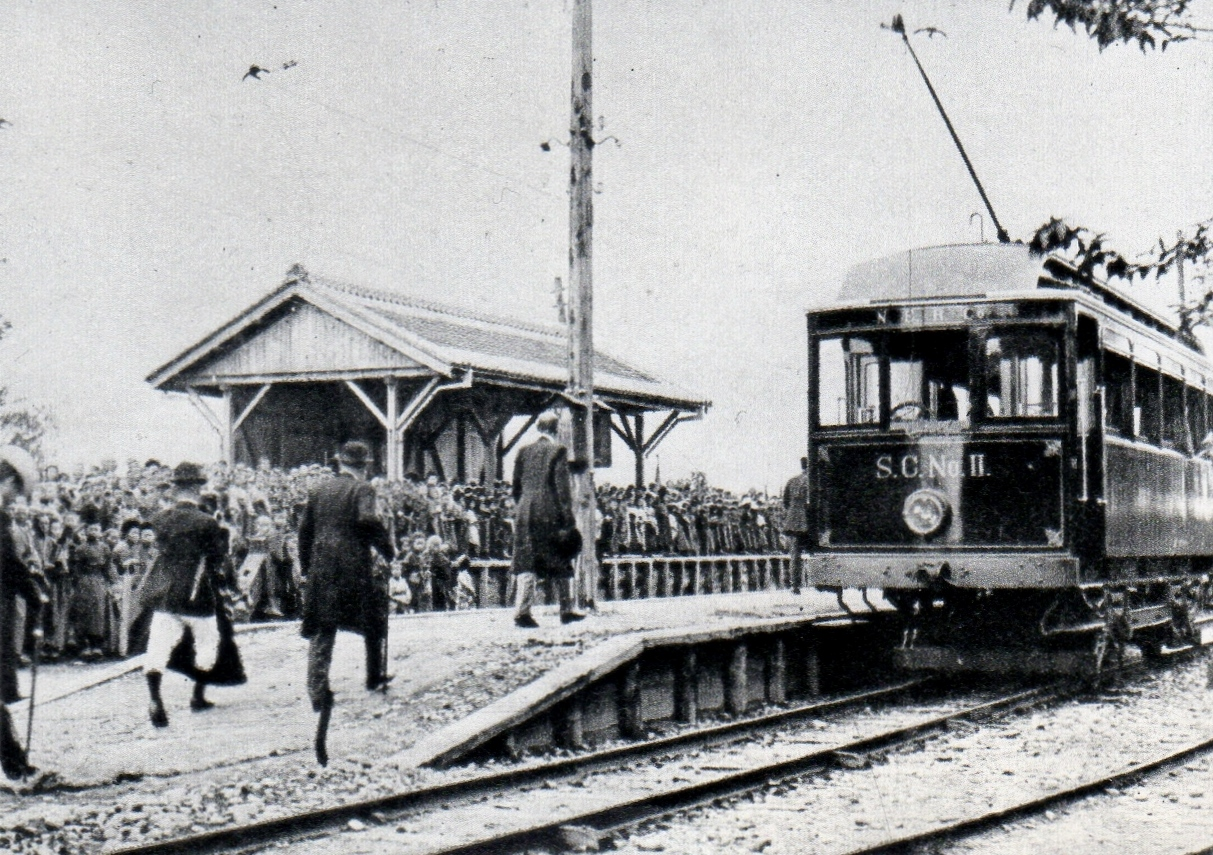
旧浅野邸訪問に使用されたトク2号

トク3に先立って導入された貴賓車トク1・トク2は、皇族の御乗用車両のほか、浅野氏中興の祖である浅野長政の旧邸跡（後に浅野公園として整備）の最寄り駅が一宮線浅野駅であったため、元広島藩藩主で華族の浅野長勲が同所を訪問する際に運用された。長勲の旧浅野邸訪問は複数回にわたり、またその際には鉄道省名古屋鉄道局長や内務省警保局長など中央政界と通じる要人が陪乗したことによって、貴賓客輸送の実績に加えて郡部線の主要路線区である一宮線・犬山線の存在を中央政界に知らしめたことが、後のお召し列車の運行に繋がったものとされる。
トク3の導入から約半年を経過した1927年（昭和2年）9月末、旧・名古屋鉄道に対してお召し列車運行要請の通知が下された。これは陸軍特別大演習が名古屋地区において同年11月に開催されることが決定し、その視察のため昭和天皇が名古屋を訪れるにあたり、名古屋から犬山地区への行幸に際して旧・名古屋鉄道の押切町 - 犬山間を利用することとなったものである。今上天皇が行幸に際して国有鉄道ではなく地方私鉄を利用するのは史上初のことであり、現・名古屋鉄道（名鉄）発行の社史『名古屋鉄道社史』はこのお召し列車運行を「破格の栄光に浴した」 と自評している。

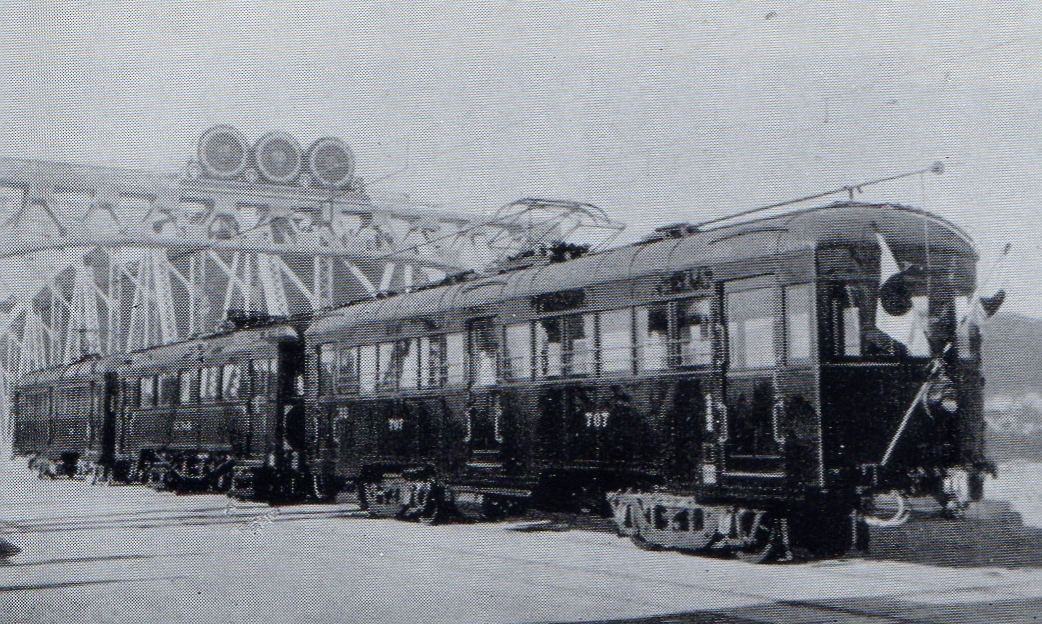
陸軍特別大演習視察に使用されたトク3号とデセホ700形

このお召し列車運行に先立って、旧・名古屋鉄道はトク3を御料車に充当すべく、各部の改造を実施した。車内外の徹底した重整備のほか、甲室側の座席配置を変更してソファーの1席を玉座に充て、玉座前には机を設け、その他陪乗者用にソファーを3席存置した。これらは固定配置とせず、往路・復路とも玉座の向きを進行方向と同一とするよう定められた。また運行に際してはトク3を中間付随車扱いとし、当時最新型の一般用車両であったデセホ700形2両を動力車として前後に連結し3両編成で運行するため、トク3の連結器を従来の連環式連結器からデセホ700形と同一のシャロン式並形自動連結器に交換した。なお、動力車となるデセホ700形2両は同年10月落成の最新型車両デセホ706・デセホ707が充当されることとなり、同2両についてはトク3と連結する側の妻面窓を磨りガラスへ交換し、妻面窓枠を固定窓仕様とするよう指定された。
特別整備は地上設備にも及び、軌条・架線・保安装置などの徹底した点検が実施されたほか、お召し列車の運行区間である押切町 - 犬山間の全ての枕木を新品へ交換した。また復路の乗車駅となる犬山橋駅（現・犬山遊園駅）については、一行の円滑な通行を目的として駅構内の踏切を一時的に撤去し、盛り土を行って段差を除去した。
担当乗務員は技量に優れた者の中から身体検査および思想調査を経て、運転士の加藤鎌太郎以下5名の乗務員が選出された。お召し列車への乗務は社の名誉を一身に背負った業務であり重圧も大きく、加藤は失敗があれば切腹する覚悟であることを周囲に伝えていたとされる。
お召し列車の運行ダイヤは、往路が押切町10:55発・犬山11:40着、復路が犬山橋15:50発・押切町16:35着と決定、1927年（昭和2年）11月2日に常務取締役の跡田直一以下旧・名古屋鉄道の幹部社員数名が添乗し、本番と同一の運行ダイヤにて試運転が実施された。当時の旧・名古屋鉄道は2両編成以上の定期列車の運行実績がなく、またトク3の制動装置は本来連結運転に適さないSM-3直通ブレーキ仕様であったことから、特に制動装置の動作が念入りに確認された。地元紙「新愛知」は、この試運転を翌11月3日付の紙面にて取り上げ、「成績は非常に良好であった」 と報じた。
1927年（昭和2年）11月20日のお召し列車運行当日は、全行程にて取締役社長の上遠野富之助が先導を務め、役員以下全ての本社勤務の従業員が動員されて沿線警備などにあたった。一行は犬山駅にて下車後、犬山城へ立ち寄った後に犬山ホテルにて昼餐会を開き、犬山城周辺から木曽川畔を散策したのち犬山橋駅より帰路に就き、全行程は無事終了した。
後日、昭和天皇より加藤以下5名の乗務員に対して銀盃が下賜されたほか、旧・名古屋鉄道の全社員に対して国旗を掲揚したお召し列車車両が彫り込まれた記念メダルが配布された。

### その他の運用
お召し列車への充当後は、トク3は従前通り貴賓客の輸送に充当された。皇族および前述した浅野長勲ら国内の貴賓客のほか、英国のグロスター公爵ヘンリー王子が来日した際にトク3へ乗車したことが記録されている。なお、トク2は1928年（昭和3年）に一般車へ格下げ転用され、以降トク3が唯一の貴賓車となった。
その後、トク3は旧・名古屋鉄道改め名岐鉄道と愛知電気鉄道の合併による現・名古屋鉄道（名鉄）発足により名鉄の保有車両となったのち、太平洋戦争勃発によって貴賓客輸送の需要がなくなったことから、1941年（昭和16年）3月に一旦廃車手続きが取られた。名鉄における最優等車両との位置付けから、トク3は廃車後も新川車庫（現・新川検車支区）に設置された貴賓車専用庫にて厳重に保管された。もっとも、太平洋戦争中の民間向け物資不足に起因する補修部品の枯渇などの理由から、1942年（昭和17年）頃にトク3が装着した台車および主電動機は他車へ転用され、自力走行は不可能な状態となっていた。

### 一般車への格下げ
終戦後、名鉄のみならず全ての鉄道事業者においては復員輸送や郊外への買い出し客輸送など輸送需要が急増する一方、戦中の酷使に起因する車両故障多発によって車両稼働率は極めて低下していた。また物資不足によって事業者の自由な車両新造発注には制限が加えられ、車両増備による輸送力改善も望めない状況に陥っていた。そのような状況下、名鉄は国有鉄道からのモハ63形割当車（初代3700系）や運輸省規格型車両（3800系）を順次導入するとともに、貴賓車として温存されていたトク3を一般用車両に格下げして輸送事情改善に供することとした。
トク3は日本車輌製造にてモ600形（初代、デボ600形より改形式）に類似した3扉ロングシート仕様の一般型車両へ改造されて1947年（昭和22年）に竣功、復籍に際してモ680形681の形式および記号番号が付与された。
外観については、両端部の客用扉を両開構造から車体中央方向への片開構造に改めたほか、4枚の広幅窓を撤去して新たに狭幅窓を計8枚配置、便所・洗面所に相当する中央窓部へ片開構造の狭幅客用扉を新設して3扉構造とした。この結果、側面窓配置は 1 D 4 D 4 D 1 と変化した。車内は車内仕切壁・ソファー・便所および洗面所といった貴賓車としての設備を全て撤去し、各客用扉間に定員28人分のロングシートを新設した。
走行機器については、前述の通り台車・主電動機を戦中に他車へ供出したため、ク2270形2271よりブリル27-MCB-1台車を転用し、ウェスティングハウス・エレクトリック (WH) 製の定格出力65 PSの主電動機4基と歯車比3.83 (69:18) にて組み合わせて装着した。また、集電装置はビューゲルに換装された。
この改造施工により、トク3改めモ681は車内細部の造作を除いて全く原形を失った。竣功年月は書類上1948年（昭和23年）1月と記録されているが、現車は1947年（昭和22年）春季には尾西線末端区間（新一宮 - 奥町間）の専用車両として既に就役していたとされる。
モ681は新造以来の直接制御車であったことから、モ350形・モ600形（初代）・モ700形など当時の架線電圧600 V路線区における主力車両であった間接制御車各形式とは総括制御が不可能であり、専ら単行運用に充当された。また前述の通り、モ681は台車中心間隔が高速鉄道用車両としては極端に短いため走行時の動揺が激しく、乗り心地に著しく難があったとされ、1948年（昭和23年）5月の西部線幹線区間の架線電圧1,500 V昇圧に伴う同600 V仕様車の配転によって末端支線区である渥美線へ転属した。転属に際して、集電装置をビューゲルからトロリーポールへ換装し、1950年代初頭にはトロリーポールを名鉄式Yゲルへ再換装している。

### 豊橋鉄道への移籍
渥美線は1954年（昭和29年）10月1日付で豊橋鉄道へ移管され、渥美線に配属されていたモ681は形式および記号番号はそのままに豊橋鉄道へ譲渡された。豊橋鉄道への譲渡と前後して、前後の運転台に設置されていた直接制御器のうち1基を付随車のサ2240形2241へ移設して同車を制御車ク2241へ改造し、モ681とク2241の連結面間に制御用ジャンパ栓を設けて、直接制御仕様のままながら以降ク2241との2両固定編成を組成した。
豊橋鉄道籍への編入後のモ681は他形式とともに主力車両として運用されたのち、1959年（昭和34年）4月に乗り心地の改善を目的として台車中心間隔を従来の6,553 mmから8,039 mmに拡大する改造が施工された。同時に戸閉器（ドアエンジン）新設による客用扉の自動扉化のほか車内ロングシート部分が延長され、座席定員が従来の28人から32人に増加した。なお、前年の1958年（昭和33年）3月には歯車比を3.14 (66:21) に変更する改造が施工され、同時期には集電装置がZ型パンタグラフ1基仕様に改められている。
なおこの間、車体塗装は名鉄在籍当時のダークグリーン1色塗装から、豊橋鉄道移籍後に同社の標準塗装に制定された窓周りをクリーム色・腰板部および幕板部をグリーンとした2色塗装に変更された。
1968年（昭和43年）11月に、豊橋鉄道の保有車両を対象に形式称号改訂が実施された。鉄道線（渥美線）所属の旅客用車両については車番の百位を車体長基準で付番する新形式が付与され、車体長13 m級のモ681はモ1310形1311と形式および記号番号が改められた。しかし、モ681は形式称号改訂以前から運用を離脱していたためモ1311としての運用機会はなく、編成相手のク2241とともに翌1969年（昭和44年）5月10日付で除籍・解体処分された。